# Rue de la Thibaudière
La rue de la Thibaudière est une voie du 7e arrondissement de Lyon.

## Historique
La Thibaudière est à l'origine le nom d'un domaine qui sera acheté par le Consulat (l'organe qui détient à l'époque le pouvoir municipal de la ville) pour une première moitié en 1705 et pour l'autre en 1736.
Au début des années 2000, la rue a bénéficié d'un plan de revitalisation des commerces mis en place par l’État, la région, le Grand Lyon, la ville et les chambres consulaires, cela a permis de diminuer fortement le nombre de locaux vacants.

## Localisation et accès
La rue est coupée au milieu par l'avenue Jean-Jaurès. Elle est desservie par plusieurs bus (C4, C12 et C14) du réseau TCL (arrêt « Thibaudière ») et par plusieurs stations de vélos en libre service Vélo'v.